# پزشکی وایل کرنل
پزشکی وایل کرنل (انگلیسی: Weill Cornell Medicine;‎/waɪl kɔːrˈnɛl/‎) رسماً کالج پزشکی جون و سنفرد وایل دانشگاه کرنل واحد تحقیقات پزشکی و مدرسه پزشکی دانشگاه کرنل، از دانشگاه‌های خصوصی جزو آیوی لیگ، است. این کالج در آپر ایست ساید منهتن در نیویورک سیتی در کنار مدرسه عالی علوم پزشکی ویل کرنل واقع شده‌است. این کالج به افتخار سندی ویل رئیس سابق هیئت مدیره سیتی‌گروپ نامگذاری شده‌است.
کالج پزشکی دانشگاه کرنل پس از دریافت وقف قابل توجهی از سندی وایل، رئیس وقت هیئت مدیرهٔ سیتی‌گروپ در سال ۱۹۹۸ به کالج ویل کرنل تغییر نام داد. در سال ۲۰۱۵, نامش را به «پزشکی وایل کرنل» صرف تغییر داد تا بازتاب دهندهٔ بسط تمرکز آن فراتر از مدرسهٔ پزشکی باشد.
پزشکی وایل کرنل وابسته به بیمارستان نیویورک-پرسبیترین، بیمارستان جراحی خاص، مرکز سرطان مموریال اسلون–کترینگ، و دانشگاه راکفلر، است که همگی در خیابان یورک که در نزدیکی وایل کرنل اند قرار دارند. پزشکی وایل کرنل بیمارستان نیویورک-پرسبیترین، بیمارستان جراحی خاص، مرکز سرطان مموریال اسلون–کترینگ، و دانشگاه راکفلر، است که همگی در خیابان یورک که در نزدیکی وایل کرنل اند قرار دارند. این ارگان‌ها همگی معتبر و دارای رتبه‌های بالا هستند از جمله بیمارستان نیویورک-پرسبیترین در جایگاه اول منطقه و پنجم کشور، بیمارستان جراحی خاص در جایگاه اول کشور برای ارتوپدی و مرکز سرطان مموریال اسلون–کترینگ در جایگاه دوم برای سرطان قرار دارند.